# Desmiphora pallida
Desmiphora pallida är en skalbaggsart som beskrevs av Bates 1874. Desmiphora pallida ingår i släktet Desmiphora och familjen långhorningar. Inga underarter finns listade i Catalogue of Life.